# (13003) Dickbeasley
(13003) Dickbeasley est un astéroïde de la ceinture principale.

## Description
(13003) Dickbeasley est un astéroïde de la ceinture principale. Il fut découvert le 21 mars 1982 à la station Anderson Mesa par Edward L. G. Bowell. Il présente une orbite caractérisée par un demi-grand axe de 2,56 UA, une excentricité de 0,21 et une inclinaison de 26,6° par rapport à l'écliptique.

## Compléments